# Spilve (Riga)
Spilve est un voisinage du district de Kurzeme à Riga en Lettonie.

## Géographie
Le quartier de Spilve est situé sur la rive gauche du fleuve Daugava entre les lignes ferroviaires Daugava et Bolderāja. 
Spilve borde les quartiers de Bolderāja, Voleri, Ķīpsala, Iļģuciems, Imanta et Kleisti.
Les limites du quartier de Spilve sont, entre-autres, la voie ferrée des côtés ouest et sud,, l'autoroute de Daugavgrīva au nord-est, le fleuve Daugava à l'est.
La superficie totale du quartier de Spilve est de 9,576 km2, soit presque deux fois la taille moyenne des quartiers de Riga. 
La longueur du périmètre du quartier est de 15 728 mètres.
Le relief de Spilve est bas et plat, l'altitude de la partie principale du quartier ne dépasse pas 2 mètres.
L'exception est la partie sud-ouest, où s'étend la crête dunaire Nordeki-Kalnciems qui s'élève jusqu'à 17 mètres d'altitude. 
La majeure partie du quartier est occupée par des prairies plates et marécageuses, s'étendant du sud-ouest au nord-est sur une bande allant jusqu'à 8 kilomètres de long et jusqu'à 3 kilomètres de large.

## Transports
- Bus: 	 	3, 30, 54